# 1911 v hudbě
Na této stránce naleznete seznam událostí souvisejících s hudbou, které proběhly roku 1911.

## Události
- 26. února – Druhé a poslední orchestrální dílo Henri Duparca Aux Etoiles mělo premiéru v Paříži.[1]
- 11. března – Premiéra klavírní suity Goyescas ("Goyovská") skladatele Enrique Granadose v Barceloně. Skladby byly inspirované obrazy malíře Francisca Goy.[1]
- 15. března – Premiéra Symfonie č. 5, Prometheus, Le Poeme de feu Alexandra Scrjabina v Moskvě.[1]
- 19. března – Gustav Mahler dirigoval svůj poslední koncert s New York Philharmonics.[1]
- 22. března – Francouzský skladatel a varhaník Charles-Marie Widor uvedl premiéru své Antická symfonie v Paříži.[1]
- 02. dubna – Maurice Ravel uvedl v Paříži orchestrální suitu ze svého baletu Daphnis a Chloe v Paříži.[1]
- 03. dubna – Jean Sibelius dirigoval v Helsinkách svou Symfonii č.4 a-moll.[1]
- 07. dubna – Symfonie č.2 B-dur Karola Szymanowského měla premiéru ve Varšavě. [1]
- 24. dubna – Ve Vídni zazněla premiéra Smyčcového kvarteta č.3 Albana Berga.[1]
- 17. května – Český dirigent Josef Stránský nahradil Gustava Mahlera v čele Newyorské filharmonie.[2]
- 08. prosince – Sanfranciscká Filharmonie zahrála svůj první koncert. Dirigentem byl Henry Hadley.

## Opera a balet
- 26. ledna – Premiéra opery Richarda Strausse Růžový kavalír v Drážďanské opeře.[3]
- 27. února – Premiéra opery Césara Kjuia Kapitánova dcera v Petrohradě.[3]
- 14. března – Opera Dejanire od Camille Saint-Saënsa měla premiéru v Monte Carlu. Operu si vyžádal monacký kníže, libreto podle hry Louisa Galleta napsal skladatel.[1]
- 19. dubna – Premiéra baletu Michela Fokina Le spectre de la Rose na hudbu Carl Maria von Webera v Monte Carlo.[4]
- 26. dubna – Ruský balet Sergeje Ďagileva uvedl premiéru baletu Narcisse v choreografii Michela Fokina v Monte Carlu.[4]
- 19. května – Jednoaktová opera Maurice Ravela Hodina španělštiny ("L'Heure espagnole") měla premiéru v Théâtre national de l'Opéra-Comique v Paříži. [3]
- 22. května – Umučení svatého Sebastiána ("Le Martyre de Saint-Sebastian") Claude Debussyho mělo premiéru v Théâtre du Châtelet v Paříži.[3]
- 02. června – Premiéra opery Isabeau Pietra Mascagniho v Buenos Aires.[4]
- 06. června – Část baletu Sadko Nikolaje Rimského-Korsakova uvedl Ruský balet Sergeje Ďagileva v Paříži.[4]
- 13. června – Ruský balet Sergeje Ďagileva uvedl premiéru baletu Igora Stravinského Petruška s Vaslavem Nijinským v hlavní roli. Choreografie Michail Fokin. [4]
- 21. června – Ruský balet Sergeje Ďagileva zahájil první londýnskou sezónu balety Le Pavillon d´Armide, Carnaval a Prince Igor.[4]
- 14. října – Premiéra opery Conchita skladatele Riccardo Zandonaie v Miláně.[4]
- 30. listopadu – První provedení baletu Petra Iljiče Čajkovského Labutí jezero v Londýně uvedl Ruský balet Sergeje Ďagileva.[4]
- 19. prosince – První americké provedení baletu Petra Iljiče Čajkovského Labutí jezero v New Yorku v choreografii Mikchaila Mordokina.[1]
- 23. prosince – Premiéra Klenoty Madony ("I Gioielli della Madonna") od Ermanna Wolf-Ferrariho v Berlíně.[4]

## Narození
- 30. ledna – Roy Eldridge, americký trumpetista († 26. února 1989)
- 8. března – Alan Hovhaness, americký hudební skladatel († 21. června 2000)
- 17. dubna – Josef Kuhn, český hudební skladatel a varhaník († 30. ledna 1984)
- 26. dubna – Erich Orlický, český hudební skladatel († 1982)
- 28. dubna – Maria Tauberová, česká operní pěvkyně († 16. ledna 2003)
- 8. května – Robert Johnson, americký zpěvák a kytarista († 16. srpna 1938)
- 18. května – Big Joe Turner, americký zpěvák († 14. listopadu 1985)
- 2. září – Floyd Council, americký zpěvák a kytarista († 9. května 1976)
- 24. října – Sonny Terry, americký bluesový hudebník († 11. března 1986)
- 26. října – Mahalia Jackson, americká zpěvačka († 27. ledna 1972)
- 03. prosince – Nino Rota, italský skladatel († 10. dubna 1979)[5]
- 15. prosince – Stan Kenton, americký klavírista († 25. srpna 1979)

## Úmrtí
- 25. ledna – František Jílek, český dirigent a hudební skladatel (* 16. února 1865)
- 22. března – Vojtěch Hlaváč, český varhaník, hudební skladatel a dirigent (* 23. března 1849)
- 18. května – Gustav Mahler, rakouský hudební skladatel (* 7. července 1860)
- 14. června – Johan Svendsen, norský hudební skladatel, dirigent a houslista (* 30. září 1840)
- 2. července – Felix Josef von Mottl, rakouský dirigent a hudební skladatel (* 24. srpna 1856)
- 21. října – Josef J. Pihert, český hudební skladatel a pedagog (* 27. srpna 1845)